# Joachim Camerarius Młodszy
Joachim Camerarius Młodszy (ur. 6 listopada 1534 w Norymberdze; zm. 11 października 1598 tamże) – niemiecki lekarz, botanik i przyrodnik.
Syn Joachima Camerariusa Starszego uczęszczał do gimnazjum w Schulpforte. Dalej studiował medycynę na uniwersytecie w Wittenberdze, gdzie jednym z jego nauczycieli był Filip Melanchton. Przeniósł się na uniwersytet w Lipsku, a jeszcze później do Wrocławia, gdzie odbywał praktykę lekarską pod okiem Johanna Crato. Wyjechał w końcu na studia do Włoch, najpierw do Padwy, następnie do Bolonii. Tam 27 lipca 1562 uzyskał tytuł doktora medycyny.
W 1564 r. rozpoczął praktykę lekarską w Norymberdze. Zorganizował miejscowych lekarzy w miejskiej izbie lekarskiej i został jej przewodniczącym. Z jego inicjatywy, w 1592 roku powołano do życia w Norymberdze Collegium medicum. Jako lekarz intensywnie zajmował się botaniką, szczególnie interesowały go rośliny lecznicze. Naukowo opracował rośliny miejscowego ogrodu botanicznego. Po śmierci Thala kontynuował wydawanie jego Silva Hercynia. Współpracował też z Mathiolim i przygotował do jego zielnika kilka opisów roślin. Sam przygotował do druku Camerarius florylegium z 473 ilustracjami wykonanymi przez jego bratanka Jungermanna (ok. 1561-1591).